# Campaspero
Campaspero es un municipio y localidad española de la provincia de Valladolid, en la comunidad autónoma de Castilla y León. Se sitúa a medio camino entre Peñafiel y la segoviana Cuéllar, a 15 km de ambas. Está situado al sureste de Valladolid, perteneciendo a la comarca del Campo de Peñafiel, a 52 km de distancia de la capital. Pertenece también desde su fundación a la Comunidad de Villa y Tierra de Cuéllar, encuadrado en el Sexmo de Valcorba. 
Se asienta sobre un zócalo de piedra de más de 30 metros de grosor, en el páramo que se extiende en la margen izquierda del río Duero, en el lugar conocido como los altos de la Mula.
Con sus 919 m s. n. m., es, por tanto, la localidad situada a más altitud de la provincia.
No existen indicios fiables que confirmen su fundación, pudiendo haber sido fundado en el siglo XI, en el marco de la repoblación del valle del Duero encomendada a Pedro Ansúrez, repoblador de Valladolid. Aparece ya citado en 1247 en un documento del cabildo de Segovia, puesto que desde su fundación hasta 1833 formó parte de la provincia de Segovia, de la cual no se ha desvinculado por pertenecer en la actualidad a la histórica Comunidad de Villa y Tierra de Cuéllar. Durante siglos fue una simple aldea, hasta que en el siglo XVIII inició su vertiginoso despegue que provocó un incremento espectacular de la población y la renovación del aspecto del pueblo con la nueva iglesia. 
El incremento de la población se mantuvo hasta bien entrado el siglo XX, cuando superó ampliamente los dos mil habitantes. Actualmente es un pueblo en claro retroceso demográfico, como el resto de poblaciones rurales castellanas, sufridoras del éxodo rural. 
Es conocido por su roca caliza, utilizada en multitud de edificios de la zona y de toda España, por su asado de lechazo churro y por sus peculiaridades lingüísticas.

## Símbolos
- El escudo de Campaspero es un escudo partido, primero de oro, con siete jirones ondulados de gules nacientes de la izquierda; segundo, de azur, tres árboles de sinople puestos en faja; medio cortado, fajado de sable y oro. Al timbre, corona real cerrada.[6] Dicho escudo, fue adoptado en los años 1990, sustituyendo al antiguo, que compartía la misma descripción heráldica, cambiando solamente la corona, que era mural. Dicho escudo, fue adoptado en tiempos de la Segunda República. Pese a ello, existen varias representaciones del escudo con corona real abierta.[7]

- La bandera municipal de Campaspero incorpora el escudo sobre un fondo carmesí, color característico en multitud de banderas municipales castellanas.

## Toponimia
Existen cuatro hipótesis sobre el origen del nombre de Campaspero:
- Se puede entender el origen del nombre de Campaspero en la frase en el campo te espero, acerca de las leyendas entre moros y cristianos, con profundas notaciones bélicas. Según el relato basado en la tradición, el hecho de que la localidad se encuentre en el centro de un amplio páramo, a campo abierto, y entre dos plazas fuertes, como Cuéllar y Peñafiel, hizo que Campaspero fuera el campo bélico ideal de las batallas entre ambos, ya que Cuéllar era plaza musulmana y Peñafiel cristiana.[8][9]

- La segunda hipótesis es la que relaciona el término Campaspero con Campos de Pero. Si tenemos en cuenta que Campaspero fue repoblado por Pedro Ansúrez, y que en la época, el nombre Pedro aparece documentado numerosas veces como Pero, se podría determinar que la formación del topónimo fuese la siguiente: Campos de Pero → Campus Pero → Campaspero.

Otro pueblo cercano con el monema Pero en su nombre, sería Perosillo, que atribuye su nombre a su fundador, un tal Pedro Siello o Pero Siello, según aparezca documentado.
- Otra posibilidad es la que recoge el origen del topónimo Campaspero a partir de Campos de Piedra o Campo Pétreo. Desde un punto de vista semántico, se podría ver una evolución de Piedra a Pero pasando por Pedro. Su origen estaría situado en las canteras que se sitúan en la localidad y en la explotación que han realizado los campasperanos desde los comienzos de la existencia del pueblo.[9]

- La cuarta y última hipótesis es la que apunta a Campo Áspero como origen del topónimo de Campaspero. Es quizá la más válida de todas, ya que es la que aparece con mayor abundancia en los documentos históricos archivados en Cuéllar, Segovia y Valladolid. Está sustentada además en la lógica lingüística, Campo Áspero → Campaspero, además de que como la mayoría de los pueblos de la zona, da una característica del terreno, hablando de la aspereza del terreno y del clima, ya que el campo es pedregoso y el clima, de los más duros de la provincia de Valladolid.[8][9]

## Historia

### Contexto
| Torrescárcela Aldealbar Bahabón Campaspero Cogeces del Monte Santibáñez |

 Los pueblos actuales del Sexmo de Valcorba.
Casi con plena seguridad, Campaspero conoció el principio de su existencia en el transcurso del siglo XI, a la vez que surgieron el resto de los pueblos de la Comunidad de Villa y Tierra de Cuéllar, alrededor y bajo la jurisdicción e influencia de dicha villa.
Junto con Minguela (referenciado como Mingella), Pociague y Pociaguillo (ambos referenciados como Pociagüe o Poziyagüe, Grande y Chico y actualmente junto a Minguela, despoblados), Bahabón, Cogeces del Monte, Torrescárcela y Aldealbar (referenciado como Aldea del Vall) y Santibáñez de Valcorba, formaron el Sexmo de Valcorba, como comarca natural que define el valle de dicho arroyo.
El fenómeno masivo del nacimiento de estos núcleos fue la consecuencia de la repoblación de las tierras del Valle del Duero, que durante varios siglos permanecieron desiertas. En el siglo VIII, la invasión árabe hizo que los núcleos cristianos de la península se desplazaran hacia el norte, quedando estos reducidos a las montañas de Asturias y a las tierras de Navarra y el actual País Vasco. La coincidencia de estos hechos con una época de sequías y hambrunas, desde el año 750 hasta el 756, obligó a los musulmanes del Valle del Duero a retirarse hacia el sur. Este hecho, unido a la importancia que cobró el núcleo asturiano, donde los efectos de la sequía y el hambre fueron menos acusados, hizo que Alfonso I de Asturias recorriera toda la cuenca del Duero buscando pobladores para trasladarlos al norte. Por este motivo, esta región, junto a otras de la Península, quedó prácticamente desierta, con un gran vacío demográfico desde el Sistema Central hasta la Cordillera Cantábrica. Por ello, no parece probable que Campaspero existiera ya por aquella época.

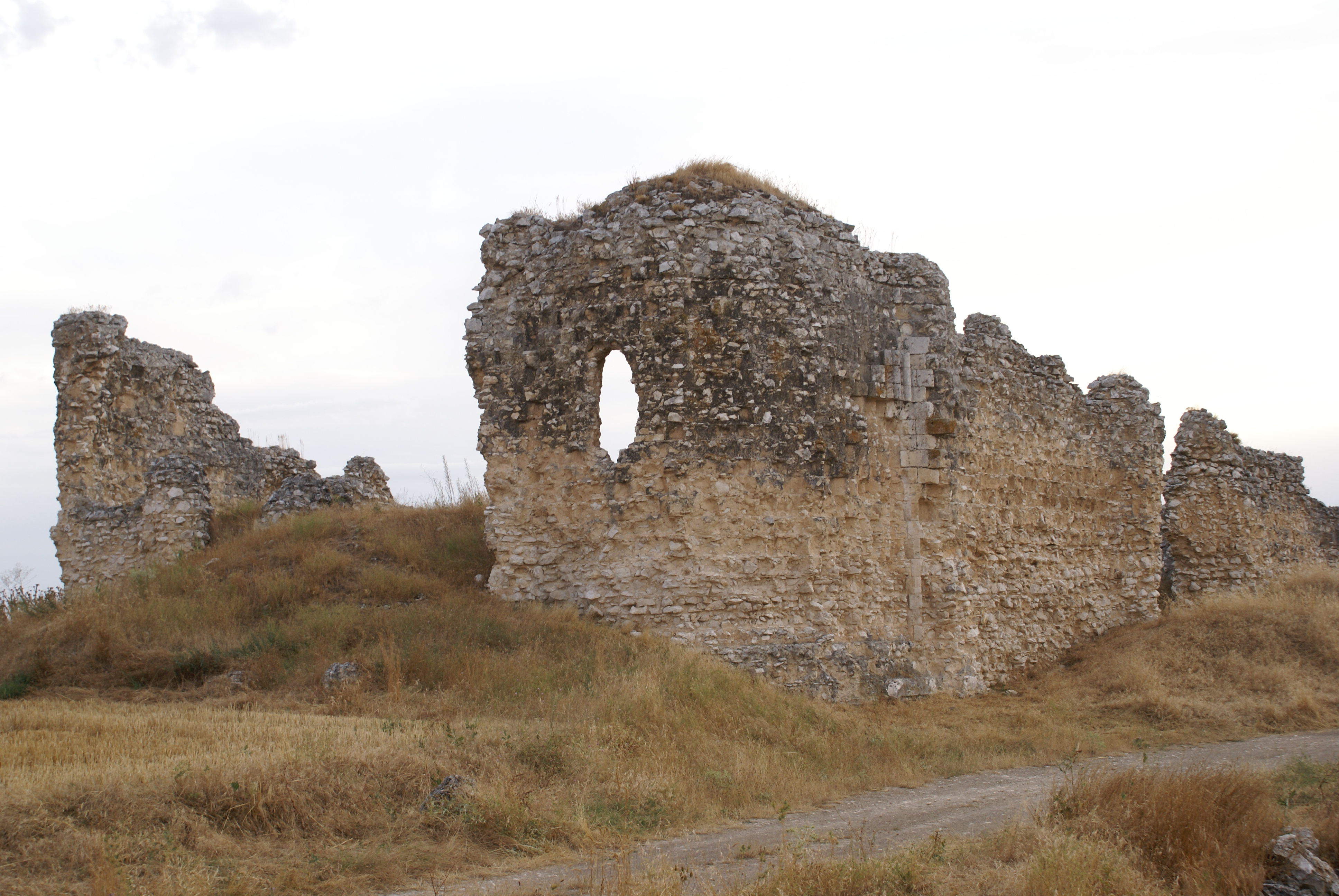
Convento de Santa María de Oreja, núcleo monacal desde el que pudo haber nacido Campaspero en el transcurso del o a comienzos del

El siglo XI es una época de notable aumento demográfico en toda Europa, que duplicó su población a lo largo del siglo. No es extraño entonces que este sea el principal factor que contribuyera al nacimiento de Campaspero y la mayoría de los pueblos de la zona. El segundo factor en orden de importancia fue el empuje que realizaron los reyes cristianos durante dicho siglo con el avance de la Reconquista hasta el Sistema Central. Sin embargo, la repoblación de estas tierras, durante siglos deshabitadas, resultó difícil y precisó de ciertos estímulos.
Así, precediendo el asentamiento de nuevas villas y lugares, fueron apareciendo monasterios en los siglos X y XI, bajo la repoblación de tipo monacal, en la que los monjes se asientan en estas tierras hostiles y atraen hacia ellas a algunos, aunque muy pocos, pobladores, y casi siempre al amparo y bajo la protección de estas comunidades religiosas. En el caso de esta zona de la Cuenca del Duero, la repoblación monacal se emprendió desde el Convento de Santa María de Oreja, situado a medio camino entre Langayo y Campaspero, y a día de hoy prácticamente desaparecido, aunque quedan algunas ruinas.

### Nacimiento

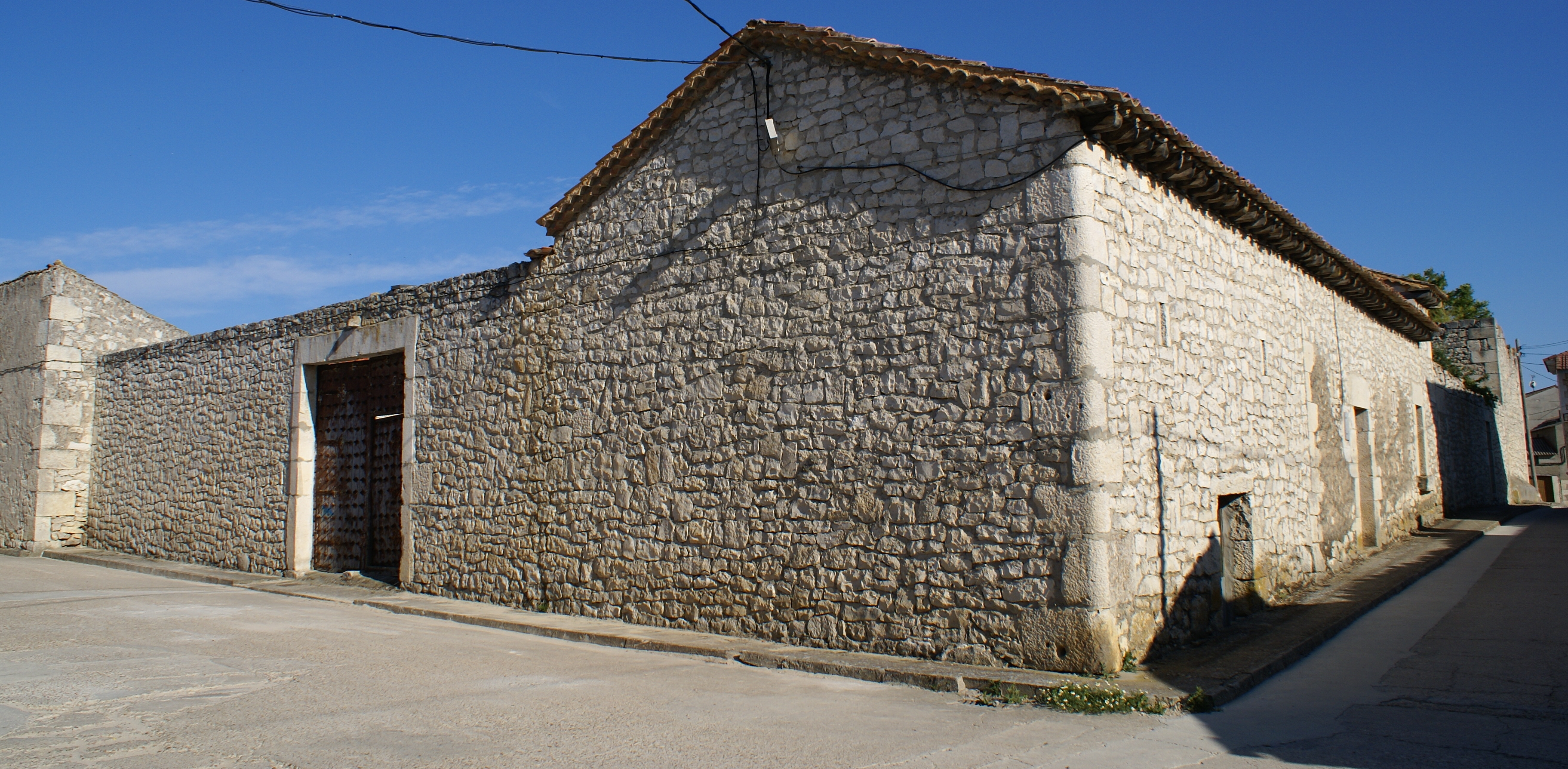
El Cementerio viejo de Campaspero, situado en la parte trasera de la antigua iglesia de Santo Domingo, en la zona de la Gran Florida, núcleo original del pueblo

No existen documentos oficiales que atestigüen la fundación de Campaspero, pero con total seguridad y como todos los pueblos de la zona, Campaspero hubo de empezar su existencia con una población de entre 10 y 15 familias. Esto hubo de producirse a finales del siglo XI o comienzos del XII. Siguiendo la teoría de la repoblación monacal del convento de Santa María de Oreja, podrían haber llegado a lo que hoy es Campaspero varias familias procedentes del País Vasco, que se habrían instalado en el centro de lo que hoy es el pueblo, alrededor del pozo que ha servido de manantial durante siglos. 
Campaspero por tanto podría haber sido el único pueblo de la zona, junto a Lovingos, que tuvo una repoblación de tipo monacal, mientras que el resto, fueron repoblados de forma concejil.
Cabe también la posibilidad de que la localidad naciera con una distinta remesa de repobladores a la de los pueblos del sexmo de Valcorba. Así, Campaspero compartiría lazos con los pueblos de La Churrería, teniendo en común el origen repoblador. El poblador de estas tierras, al igual que las de Valladolid, pudo haber sido Pedro Ansúrez, o el señor de Perosillo, Pero Siello.
La primera referencia escrita a Campaspero aparece ya en 1247, en un documento de la diócesis de Segovia, donde aportaba 16 maravedís y tres sueldos, en función de su población.

### Conflictos sobre jurisdicciones
Campaspero por su situación, era junto a Minguela el último pueblo de la Comunidad de Villa y Tierra de Cuéllar, por lo que sus tierras eran de frontera con la Comunidad de Villa y Tierra de Peñafiel. Debido a ello, se produjeron innumerables conflictos y pleitos sobre la propiedad de las tierras en el Sexmo del Valcorba, que se prolongaron desde el siglo XIV hasta el XVI.
Así, en 1396, Fernando de Antequera, posterior Fernando I de Aragón y por aquel entonces Duque de Peñafiel, escribió cartas a los concejos de Peñafiel, Minguela y Campaspero, instándoles a aprovechar pacíficamente los términos comunales.
Estas cartas fueron la respuesta a las reclamaciones de Diego Veçeynte, vecino de Minguela, al cual dos vecinos de Peñafiel le habían robado dos mulas.
Pasado un tiempo, en 1401, don Fernando nombró a uno de sus vasallos juez para intentar poner fin a las incesantes querellas presentadas entre ambas villas. El vasallo Sancho Ferrández, oriundo de Medina del Campo, realizó la reunión con ambas partes en el majano que dividía los términos de Minguela y de Oreja, y por ende, los de ambas Comunidades de Villa y Tierra. El majano, que marcaba la jurisdicción de ambos concejos, aún es visible en dicho camino, a día de hoy en el término municipal de Campaspero y siendo conocido como el Majano de la Yunta. El conflicto se solucionó el 9 de enero de 1402 con el veredicto de colocar mojones a lo largo de toda la línea divisoria entre ambas jurisdicciones, algo que no saldó las diferencias entre ambas partes. Para la realización del proceso de colocación de los mojones se llamó a vecinos de las localidades implicadas, siendo los testigos un vecino de Minguela y otro de Cogeces del Monte por parte de la Tierra de Cuéllar.

### La realidad de Campaspero a comienzos delsigloXVII

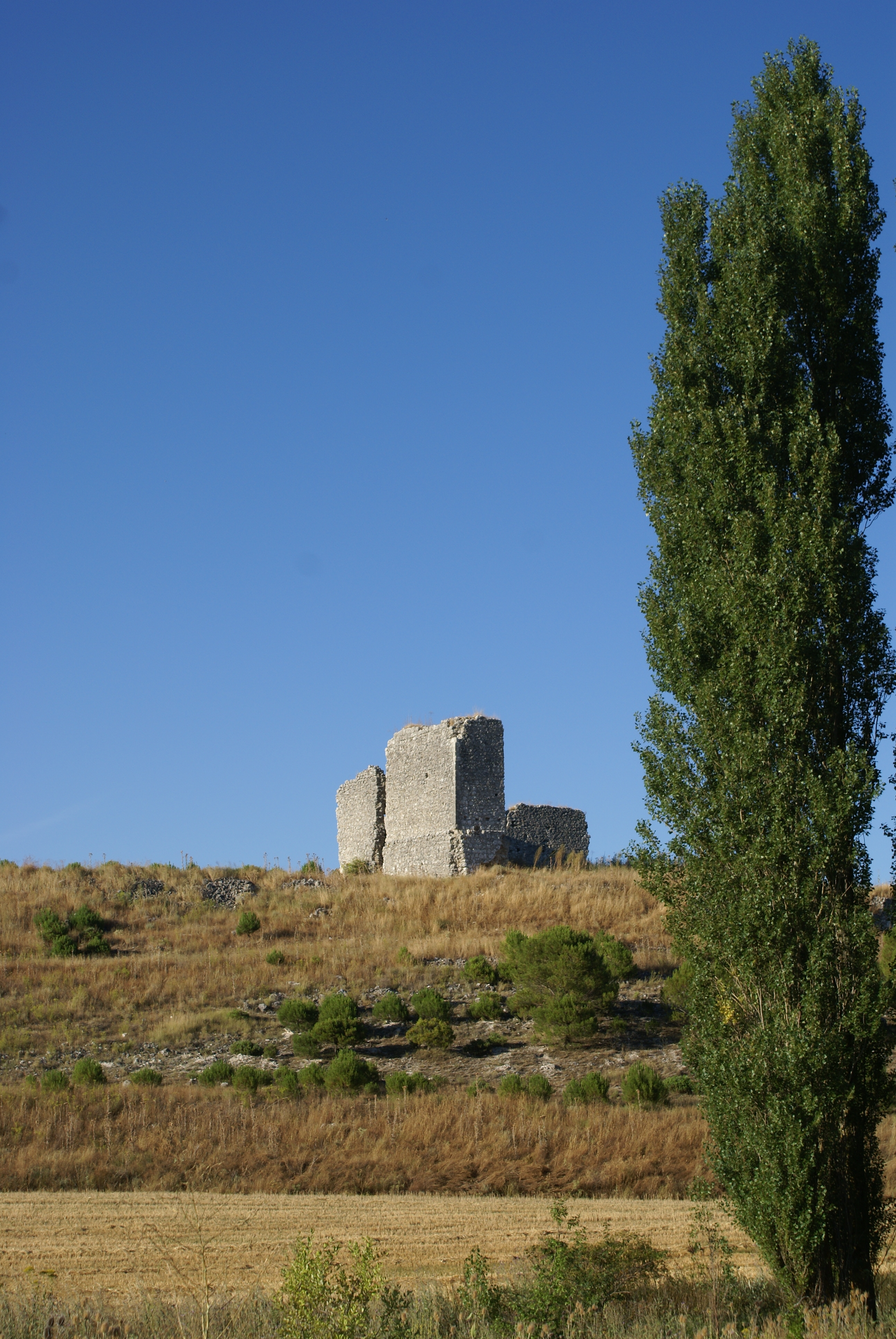
Minguela, desaparecido en el

Al comenzar el siglo XVII, se inició en Castilla un gran descenso demográfico que provocó la desaparición de numerosos pueblos y la pérdida de población de aquellos que consiguieron superar esta etapa. Por sus características a principios de siglo, todo parecía indicar que Campaspero era el pueblo más predestinado a desaparecer. Pero no fue así, y la localidad consiguió incluso mantener su población de 80 habitantes, gracias en parte a la desaparición de pueblos vecinos como eran Minguela, Pociague y Pociaguillo, pueblos que no consiguieron llegar a 1640. Parte de los habitantes de estos lugares, se desplazaron entonces a Campaspero, paliando en parte el retroceso demográfico. Además, los campasperanos obtuvieron nuevas tierras de labrantío, anteriormente pertenecientes a los lugares despoblados.
Por aquella época, Campaspero se encontraba en una situación de aislamiento geográfico y en un claro atraso respecto al resto de pueblos de la zona. Desde el siglo XVI, cuando Bahabón reformó su iglesia parroquial, se había iniciado la construcción o reforma de las viejas iglesias de las localidades, construidas en el siglo XI, al repoblarse estos lugares. Campaspero, por aquel entonces, ni siquiera tenía los fondos necesarios para reparar los daños de la vieja iglesia de Santo Domingo, llegando a amenazar ruina en la década de 1620. Ante la falta de fondos de la parroquia y la urgente necesidad de unas reparaciones, el obispado de Segovia decide recaudar fondos en forma de colecta entre todas las iglesias de la diócesis, consiguiéndose así el dinero necesario para emprender la obra, iniciándose la misma en 1632. La situación era tan paupérrima, que ni siquiera se mantenía encendida de manera continua la vela del santísimo. Lo mismo ocurría con los presupuestos de la parroquia, que eran ampliamente superados por los de las localidades vecinas.

### Tímido comienzo del despegue
Al llegar al curato de la parroquia local Juan Cuervo Monedero, se puso fin a una situación de inestabilidad dentro de la parroquia. Debido a las pocas rentas de las que disponía la parroquia, los curas de Campaspero solían vivir en la pobreza, por lo que éste no era un pueblo muy apetecible para los sacerdotes. Durante varias décadas, el curato de la localidad se pasaba de mano en mano, y los sacerdotes regían la parroquia por unos cuantos años solamente. Con el curato de Cuervo Mondedero, se compraron objetos para la vetusta iglesia y se construyeron varias colmenas, cuyos beneficios fueron directamente a la iglesia. La estabilidad continuó a la muerte de Cuervo Monedero en 1680, tras 23 años de sacerdocio en Campaspero, con la llegada de Miguel González de Sepúlveda a la parroquia. Con este sacerdote, se registraron los primeros libros de tazmías, habiendo contribuciones muy importantes en los diezmos, lo que hace deducir que ya había personas con un importante número de reses y de tierras de labrantío. Merced al auge del pueblo, se decidió dotar a la vieja iglesia de un retablo, que por su coste, debía tener un valor económico y artístico importante.
Debido al creciente aumento que se produjo en la contribución de los diezmos, el obispo de Segovia apremió a la parroquia campasperana para que se ejecutara la construcción de unas paneras para almacenar de manera conveniente el grano. Dicha orden se produjo en 1693 y su construcción fue inmediata. Igualmente, se cercó de nuevo el cementerio. Así pues, el gasto de la parroquia campasperana había sido más que notable en relación con años anteriores, teniendo en cuenta que a la muerte del sacerdote Miguel González de Sepúlveda en 1707, el pueblo ya contaba con 200 habitantes.
Le siguió en el curato Alonso García Mirabuenos, bastante intrascendente en comparación con sus antecesores. De su etapa en la parroquia de la localidad, cabe destacar las buenas relaciones entabladas con la Duquesa de Alburquerque, Señora de Cuéllar, y por tanto poseedora de las tierras de Campaspero. Murió en 1741, tras haber ejercido como sacerdote en la localidad durante 33 años.

### Despegue definitivo
En 1741, llegó a Campaspero Francisco Julián de las Monjas, un sacerdote procedente de Paradinas, en Segovia. Se trata del cura más destacado de cuantos han ocupado la parroquia campasperana. Ocupó el cargo durante 50 años, hasta su muerte. En esta etapa, se produjo el mayor despegue de la historia de la localidad, que perduraría hasta el siglo XX. A su llegada, se encontró con varias inquietudes por parte de los habitantes de la localidad. La más importante de ellas, la de construir una ermita a San Ramón Nonato. El cura decidió aplazar este proyecto, pese al beneplácito del obispo de Segovia al respecto. En su lugar, prefirió reformar las paneras, levantando el suelo de las mismas, con vistas a almacenar una cantidad superior de grano. Consiguió, asimismo, aumentar el número de ingresos de la parroquia, en parte gracias a una serie de multas que imponía a aquellos que infringían alguna norma de conducta cristiana, y reducir el gasto. Las paneras registraron en sus almacenes cantidades muy importantes para la población de Campaspero, siendo solo superadas por las de Cogeces del Monte, que en aquel entonces, triplicaba en población a Campaspero. En gran parte, el aumento de estas contribuciones se debió también al aumento de la población de la localidad.

#### La nueva iglesia

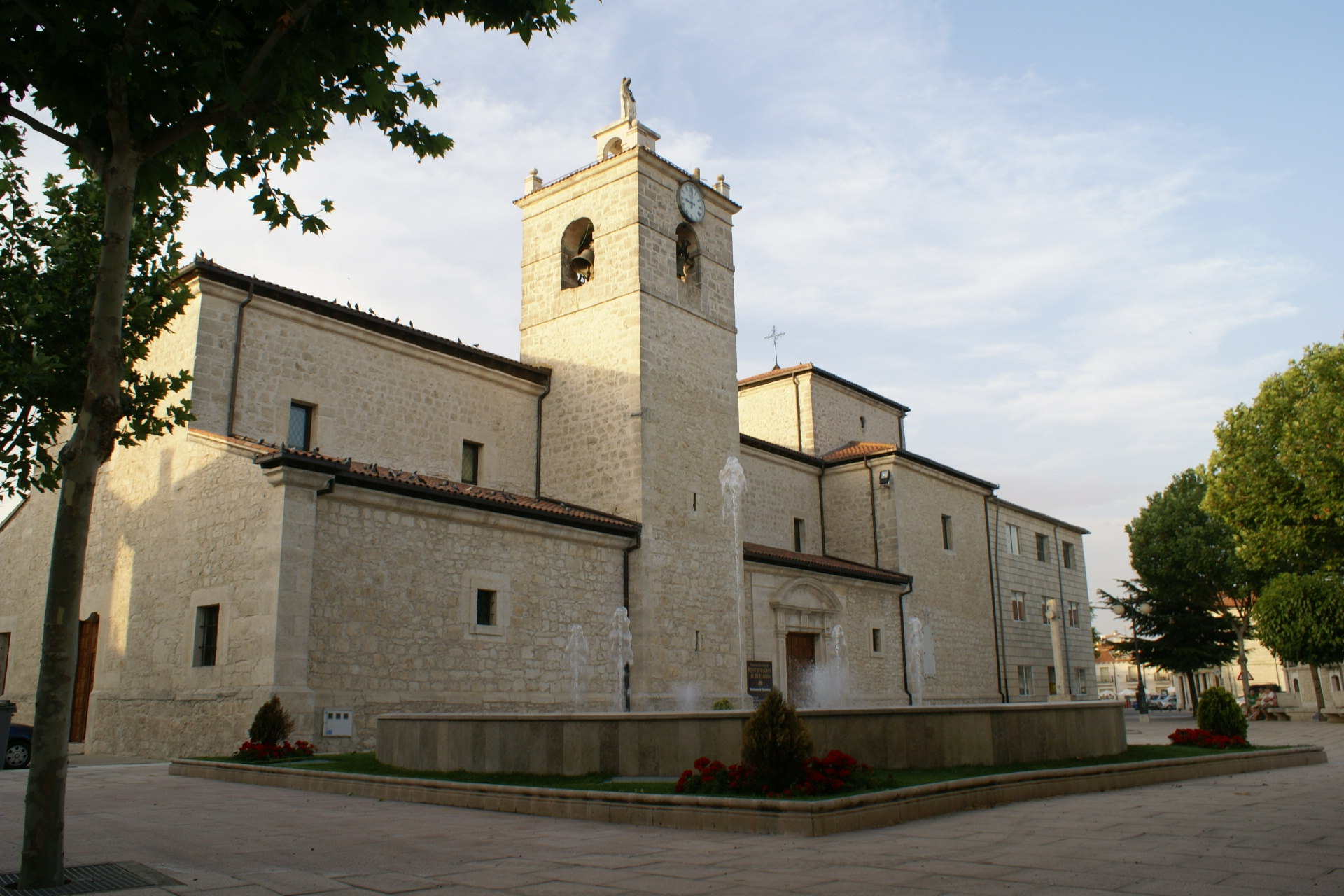
La Iglesia de Santo Domingo de Guzmán junto a la fuente cibernética

Fue ya en 1756 cuando de las Monjas declaró abiertamente ante el obispo de la diócesis su intención de construir una nueva iglesia. Obtuvo todos los permisos necesarios y contaba ya con la cantidad de dinero necesaria. La nueva iglesia de Santo Domingo de Guzmán se ubicaría en las afueras del pueblo, al suroeste del mismo y en una pequeña elevación del terreno.

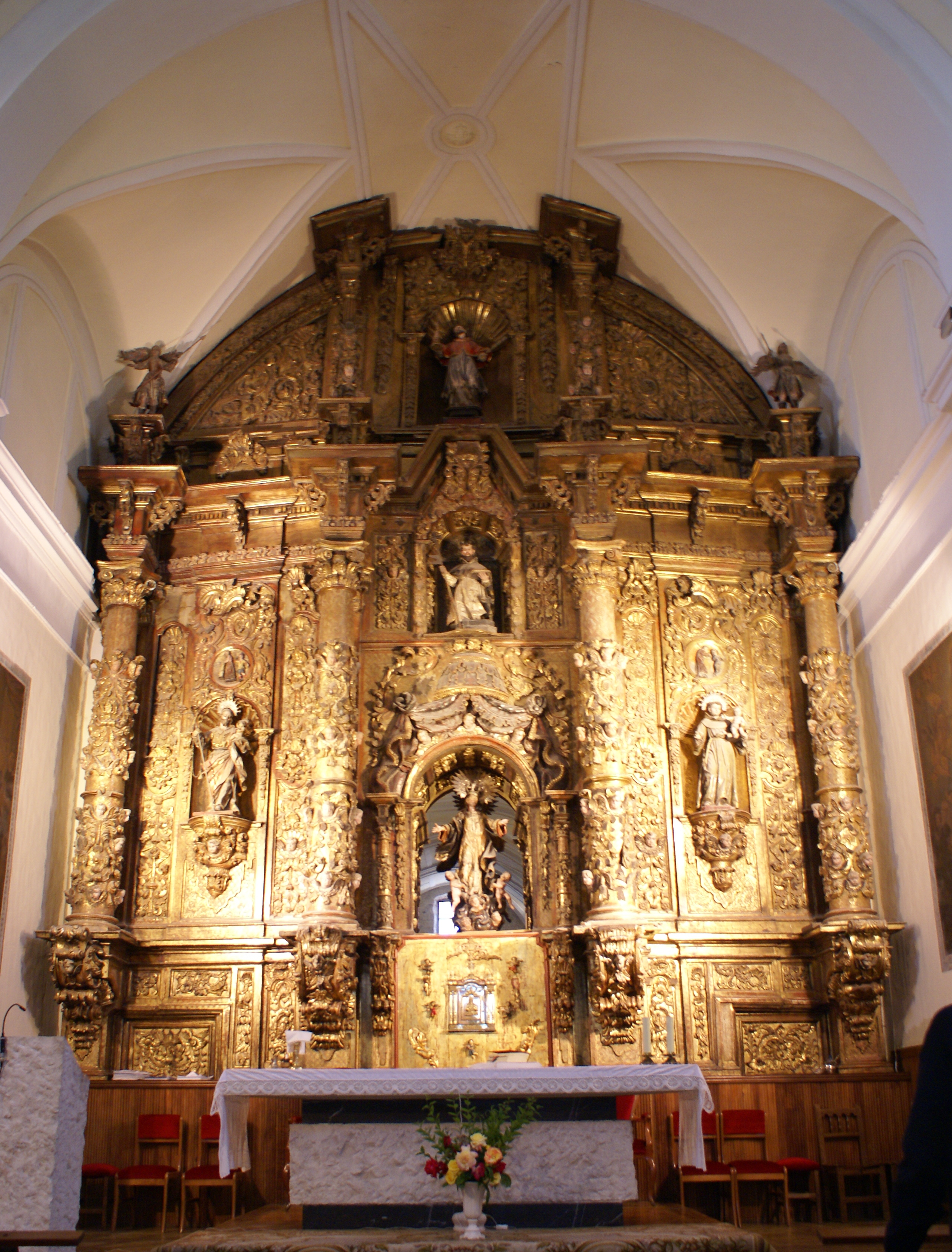
Retablo mayor de la iglesia de Santo Domingo

Así pues, las obras comenzaron a finales de 1757, liquidándose grandes cantidades de grano para obtener sumas de dinero de manera inmediata. En los años de 1758 y 1759 se llevó a cabo la mayor parte de la construcción del nuevo templo. La piedra, en su totalidad, procedía de las canteras locales. Cabe destacar que para la construcción de la nueva iglesia, Campaspero no precisó de ningún tipo de ayuda económica por parte de la diócesis, cosa que denota la categoría que había adquirido el pueblo. Así pues, la nueva iglesia se inauguró a mediados de 1760, probablemente el 8 de agosto, festividad de Santo Domingo. Automáticamente, la vieja iglesia fue abandonada, conservándose únicamente el crucero que se sitúa actualmente frente a la parroquia, y que data del año 1599.
Se trataba de un templo de una sola nave muy alargada, con seis tramos, que se cubre con bóveda de cañón con lunetos. En el crucero hay una pequeña cúpula y los brazos laterales del mismo se abren con bóveda de cañón con lunetos. El arco triunfal es de medio punto. A los pies de la nave se dispone un coro alto. La sacristía se abre al lado del Evangelio. El pórtico es de arco mixtilíneo.
Antes de finalizar el siglo se realizaron los últimos remates, principalmente en la torre y en el pórtico. También se hicieron algunas reparaciones menores.
Inmediatamente se inició el proceso de ornamentación del interior del templo, primeramente por los objetos más elementales, y tras varios años sin gastos en las cuentas parroquiales, en 1765 se encarga el nuevo retablo mayor de la parroquia. El encargado de su realización fue Antonio Bentosa, de Sepúlveda. Pedro Baamonde, escultor peñafielense, realizó la imagen de Nuestra Señora de la Asunción, y probablemente también realizara la nueva efigie de Santo Domingo, esculpida en 1769. Se añadieron también las esculturas de Santo Tomás de Aquino y San Vicente Ferrer dentro del retablo. Para terminar los hechos de su curato, de las Monjas adquirió una nueva cruz parroquial para la iglesia y reformó las paneras.

### El cambio de provincia administrativa
En 1833, con la nueva división territorial llevada a cabo por Javier de Burgos, Campaspero pasa a integrarse en la provincia de Valladolid, dejando la provincia de Segovia, a la que históricamente había pertenecido, merced a su situación, en la Comunidad de Villa y Tierra de Cuéllar. Junto a Campaspero, se integraron en Valladolid la totalidad de los municipios integrantes del sexmo de Valcorba.
Uno de los principales testimonios históricos de esta época es el que aparece en el Diccionario geográfico-estadístico-histórico de España y sus posesiones de Ultramar, publicado por Pascual Madoz a mediados del siglo XIX. Campaspero aparece detallado de la siguiente forma:

Campaspero: localidad con ayuntamiento en la provincia, audiencia territorial y Capitanía General de Valladolid (a 8 leguas), partido judicial y administración de rentas de Peñafiel (a 2 leguas), diócesis de Segovia (a 12 leguas).

Situación: en llano, con libre ventilación y despejada atmósfera; su clima es sano, y las enfermedades más comunes fiebres biliosas.

Tiene 160 casas, la consistorial que sirve de cárcel y escuela de instrucción primaria, a la que concurren 64 alumnos, bajo la dirección de un maestro dotado con 1 100 reales; un pósito con el fondo de 300 fanegas de morcajo, 2 pozos de medianas aguas que sirven para el surtido del vecindario y para abrevar los ganados; y una iglesia parroquial (Sto. Domingo de Guzmán) servida por un cura de término de provisión real y ordinaria; el edificio construido en 1760 es de buena fábrica, se halla bien adornado interiormente y tiene una regular torre, en la que se encuentra el reloj público.

Confina el término con: N. Langayo; E. Canalejas ; S. Olombrada, y O. Bahabón.

El terreno es llano, y en su mayor parte pedregoso y con bastantes lastras, sin que se vea un árbol en todo él, teniendo que surtirse de combustible del monte de Aldealbar, distante 2 leguas.

Caminos: los que dirigen a Cuéllar y pueblos limítrofes, todos de herradura, aun cuando por algunos puntos pueden transitar carruajes.

Correspondencia: se recibe en la administración de Cuéllar, a donde va un vecino a recogerlo.

Producción: trigo, centeno, morcajo, cebada, garbanzos, guijas y rubia de la mejor calidad; cría ganado lanar y mular; caza de perdices, liebres y algunos lobos y zorras.
Industria: la agrícola y la extracción de rubia, a la que se dedican varios vecinos.

Comercio: venta de la rubia en los pueblos de Mojados y Cuéllar (provincia de Segovia), y de los frutos sobrantes en el mercado de Peñafiel, en el que se surten de los artículos de consumo de que carece el país.

Población: 467 vec, 666 almas.

Capacidad productiva: 514 840 reales.

Imponible: 51,184.

Contribución: 44 594 rs. 8 mrs.

Presupuesto Municipal: 3,000 que se cubren con el producto de propios, y el déficit por reparto vecinal.

### SigloXX

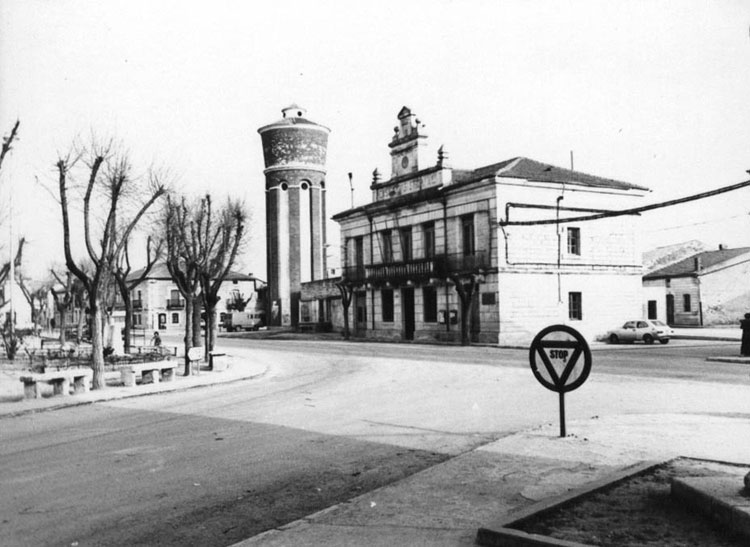
La casa consistorial junto al desaparecido depósito de aguas en una fotografía de la década de 1980

La llegada del ferrocarril a Peñafiel, gracias a la línea que conectaba Valladolid con Ariza, en Zaragoza y el desarrollo de la energía eléctrica contribuyeron al desarrollo de Campaspero. Dos empresas se disputaron en los años 1920, la instalación del tendido eléctrico en la localidad, por lo que hubo dos líneas de distribución: la de Martín Moral, que suministraba energía producida en la aceña de Padilla de Duero y la de Pedro Hernando y Cía, que suministraba electricidad desde el Molino del Lobo. 
En tiempos de la Segunda República, siendo alcalde de la localidad Andrés Soria, se emprendió la construcción de la nueva casa consistorial, terminando su construcción en 1936.
Durante la Guerra Civil, Campaspero se integró en el bando sublevado, como el resto de localidades de la zona, falleciendo unos veinte vecinos del pueblo que combatieron en los diversos frentes en el transcurso de la Guerra.
En los años 1940, Campaspero se vio agraciado en 1944 con un premio de 7 500 000 de pesetas para el número 33 037, del Sorteo Extraordinario de Navidad. Ya en 1945, se tendió la línea de telégrafo que conectó a Campaspero con Peñafiel. Fue también en esta década cuando Campaspero se integró en la archidiócesis de Valladolid, tras abandonar la diócesis de Segovia a la que había pertenecido desde su nacimiento.
El pueblo volvió a verse agraciado en 1984 con un nuevo premio navideño. Fueron varios los décimos adquiridos en Valladolid que fueron vendidos en Campaspero. En el transcurso de esta década fueron varias las iniciativas de repoblación forestal llevadas a cabo en el término municipal, principalmente con la plantación de pinos piñoneros. A finales de esta década se emprendió la construcción del polideportivo y el frontón municipal, inaugurándose ambos en 1991. De igual modo, se reformó por completo la plaza Mayor, derruyéndose el viejo depósito de agua.
En los últimos años, el pueblo se ha dotado de una nueva biblioteca municipal, de una residencia de ancianos y de una fuente cibernética, que se instaló al lado de la iglesia, siendo costeada por la Diputación Provincial de Valladolid y la Junta de Castilla y León. De igual modo, se mejoró el parque infantil situado al lado del polideportivo y se reparó de forma importante la iglesia de Santo Domingo, por primera vez desde su construcción. En 2008, se inició la restauración de los distintos retablos de la parroquia.

## Geografía

Ubicación de Campaspero y su término municipal en la provincia de Valladolid

Campaspero se asienta en los conocidos como Altos de la Mula, sobre un zócalo de caliza de 30 metros de grosor. La vegetación es escasa, exceptuando algún pinar en los alrededores. Con 919 metros de altitud sobre el nivel del mar, es la localidad situada a mayor altitud de la provincia. Sus coordenadas exactas son 41°29′30″N 4°11′40″O / 41.49167, -4.19444.
Limita al norte con Langayo y con Molpeceres, pedanía de Torre de Peñafiel; al sur con la provincia de Segovia, concretamente con las localidades de Olombrada, Moraleja de Cuéllar (pedanía de Olombrada), Fuentes de Cuéllar y Lovingos, estas dos últimas, pedanías de Cuéllar.
Al este limita con Fompedraza y Canalejas de Peñafiel; al oeste con Cogeces del Monte, Bahabón y el Arroyo Valcorba.
Dista 52 km de la capital provincial, Valladolid, y se sitúa a medio camino de los dos núcleos más importantes de la zona, Cuéllar y Peñafiel, a 15 km de ambos.
Campaspero es el único pueblo de la provincia de Valladolid que pertenece a la comarca histórica castellana de La Churrería, que no corresponde con la actual Mancomunidad de aguas, de mayor extensión. El resto de integrantes de La Churrería pertenecen a la provincia de Segovia.
El origen de esta comarca podría remontarse a los tiempos de la repoblación, compartiendo un mismo origen las gentes de Campaspero, Olombrada, Vegafría, Moraleja de Cuéllar, Perosillo, Adrados y Hontalbilla.

### Clima
El clima de Campaspero, al igual que el del resto de la provincia y de buena parte de la comunidad autónoma, es mediterráneo continental. Probablemente el refrán castellano «Nueve meses de invierno y tres de infierno» lo caracterice a la perfección.
Las precipitaciones están repartidas de forma bastante irregular a lo largo del año, si bien hay un mínimo acusado en verano y un máximo en otoño y primavera. La precipitación anual es de 435 mm y la humedad relativa media a lo largo del año es del 65 %. Al año hay 2534 horas de sol y 71 días de lluvia.
Las temperaturas son bastante extremas, con diferencias bastante importantes entre el día y la noche, con una media anual de 12,3°C. Los inviernos son fríos con frecuentes nieblas y heladas, en un número superior al de la capital por su elevación y su situación orográfica. Por ello, es más propensa a sufrir nevadas que la capital, Valladolid, que es la que cuenta con los datos climáticos exactos y de referencia para la provincia. Los veranos son, por lo general, calurosos y secos, con máximas en torno a los 30 °C, pero mínimas frescas, superando ligeramente los 13 °C.

### Hidrografía
Por su elevada situación, Campaspero no es recorrido por ningún tipo de curso fluvial. A escasos metros del fin de su término pero ya en Bahabón, nace el Valcorba, arroyo afluente del Duero por su margen izquierda y que recorre Bahabón, Torrescárcela, Aldealbar, Santibáñez y desemboca en el Duero en el término de Traspinedo.
Debido a esta falta de agua superficial, los campasperanos siempre hubieron de buscar otros métodos para obtenerla. Así, Campaspero, contó con dos pozos prácticamente milenarios a lo largo de toda su existencia, el Pozo Abajo y el Pozo Arriba. El agua, se obtenía de estos pozos mediante una pieza de cuero. La actividad de sondeo en busca de agua se hizo especialmente intensa a mediados del siglo XX, ante la necesidad de agua para el riego. Esto hizo, que el escritor vallisoletano Miguel Delibes, escribiera la siguiente cita en referencia a Campaspero:

Castilla presenta una faz tan agujereada como un queso de Grûyere. Por estas tierras áridas, el agua ha llegado a ser tan valiosa como el petróleo. Los pueblos rivalizan en operaciones de sondeo, actividad especialmente intensa en Campaspero, el pueblo de las canteras. Cientos de pozos horadan su fuerte suelo de greda y tobiza y, merced a ellos, aunque con una tendencia moderada a la baja, la demografía se sostiene, no se ha derrumbado como en tantos pueblos tras la pomposa industrialización de los años 60. Recorriendo sus calles se advierte una villa vital, desahogada, un pelín arrogante.
Miguel Delibes

Pero los pozos no eran la fuente de agua adecuada para otro tipo de labores, como lavar la ropa, por lo que prácticamente a diario se producía una marcha de mujeres campasperanas rumbo a Minguela, a lavar la ropa, conociéndoselas como mingueleras. Las mujeres recorrían la distancia de unos cinco kilómetros que separa Campaspero del despoblado de Minguela para lavar sus enseres en las aguas del Valcorba, lo que provocaba algunas disputas con los vecinos de Bahabón.

## Demografía
Campaspero cuenta con una población de 1004 habitantes (INE 2024).

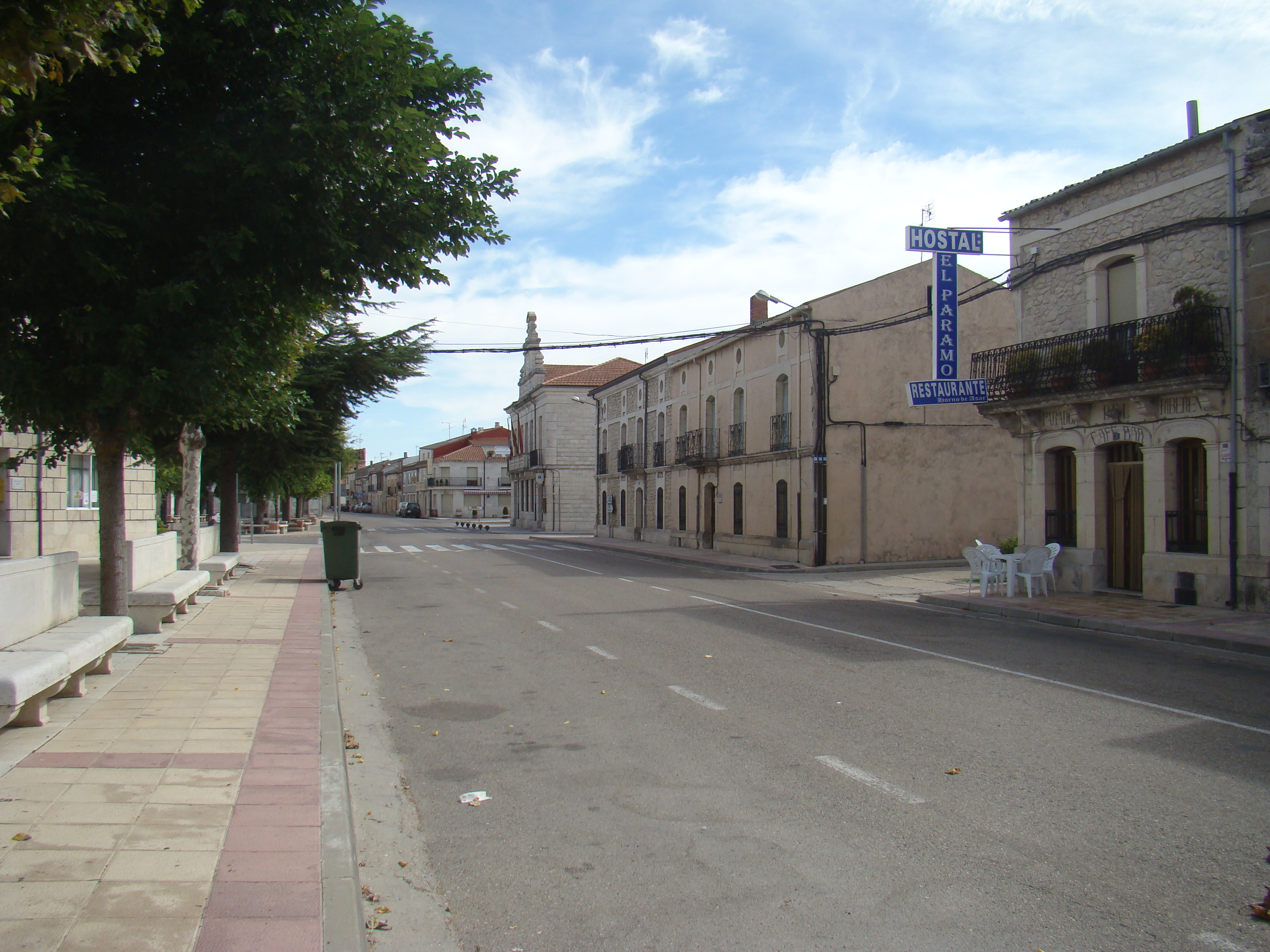
Calle típica de Campaspero, 2014

| Gráfica de evolución demográfica de Campaspero entre 1842 y 2021                                                    |
| |
| Población de derecho según los censos de población del INE Población de hecho según los censos de población del INE |

### Orígenes
La localidad, mantuvo unos números bastante modestos a lo largo de sus primeros 600 años de existencia. Durante sus primeros años, Campaspero era habitado por una serie de familias que habían construido sus casas en la zona del pueblo conocida actualmente como la «Gran Florida», junto a la antigua iglesia, lugar que ocupa actualmente el cementerio viejo. Dicha población, en 1247 no superaba las 20 familias, es decir, unos 80 habitantes. Difícilmente su población superó los 100 habitantes durante el periodo comprendido entre su fundación y el siglo XVI, por lo que era el pueblo más pequeño de la zona, junto a Pociague.

### La explosión demográfica delsigloXVIIen adelante
En 1600, su población logró alcanzar los 100 habitantes, es decir, 25 familias. En 1640, merced a la desaparición de Minguela, la población experimentó un ligero incremento, y a lo largo de todo el siglo XVII, fue la única localidad del Sexmo de Valcorba que incrementó su población.
En el siglo XVIII la población continuó incrementándose, a un ritmo cada vez superior, de tal manera que en 1720 sobrepasa ampliamente los 200 habitantes. Ya en el Catastro de Ensenada, de 1749, superaba los 250 habitantes y en 1790 alcanzó los 500. Así, al acabar el siglo, contaba con más de 670 habitantes, por lo que en todo el siglo XVIII, Campaspero había quintuplicado su población.
El ritmo se mantuvo durante todo el siglo XIX, presentándose Campaspero a comienzos del siglo XX con prácticamente 1400 habitantes.

### Actualidad
Campaspero cuenta con una población, a día de hoy, de algo más de 1000 habitantes, que contrastan con los 2350 que llegó a tener en la década de 1960. Pese a todo, es el segundo municipio más importante de la zona y uno de los treinta primeros en orden de población de la provincia de Valladolid.
El creciente descenso de la población, se ha visto frenado en los últimos años por la llegada de inmigrantes, procedentes fundamentalmente de Bulgaria y Rumanía.
Sin embargo, la población campasperana es una población envejecida a día de hoy, con un número bastante mayor de ancianos que de menores de 20 años. Igualmente, la tasa de mortalidad es bastante superior a la de natalidad.
Durante el invierno, la población real no llega a los 1000 habitantes, debido al gran número de personas que pasan dicha época del año fuera de la localidad, generalmente en Valladolid. Sin embargo, en verano la población se incrementa notablemente.

### Endogamia
Debido a su aislamiento geográfico dentro de la zona, los habitantes de Campaspero tuvieron en el pasado una clara tendencia hacia la endogamia, lo que ha provocado que en la actualidad, solamente predomine un pequeño grupo de apellidos en la localidad. El predominante es García. Le siguen, pero a gran distancia, los Hernando, Arranz y Soria. Por último, se encuentran los Martín, Acebes, Díez, Pascual y Verdugo. Se trata de un caso único en toda la provincia de Valladolid, produciéndose un caso similar solamente en Santiago del Arroyo con el apellido Sastre.

## Economía
Campaspero, en sus orígenes, tuvo como actividades predominantes la agricultura, la cantería y la ganadería ovina.
Durante siglos, los cultivos predominantes en Campaspero fueron los cereales, especialmente el trigo, el centeno, la cebada y algunas legumbres. Existían también algunas vides, destinadas en su mayoría al consumo de los propios vecinos.

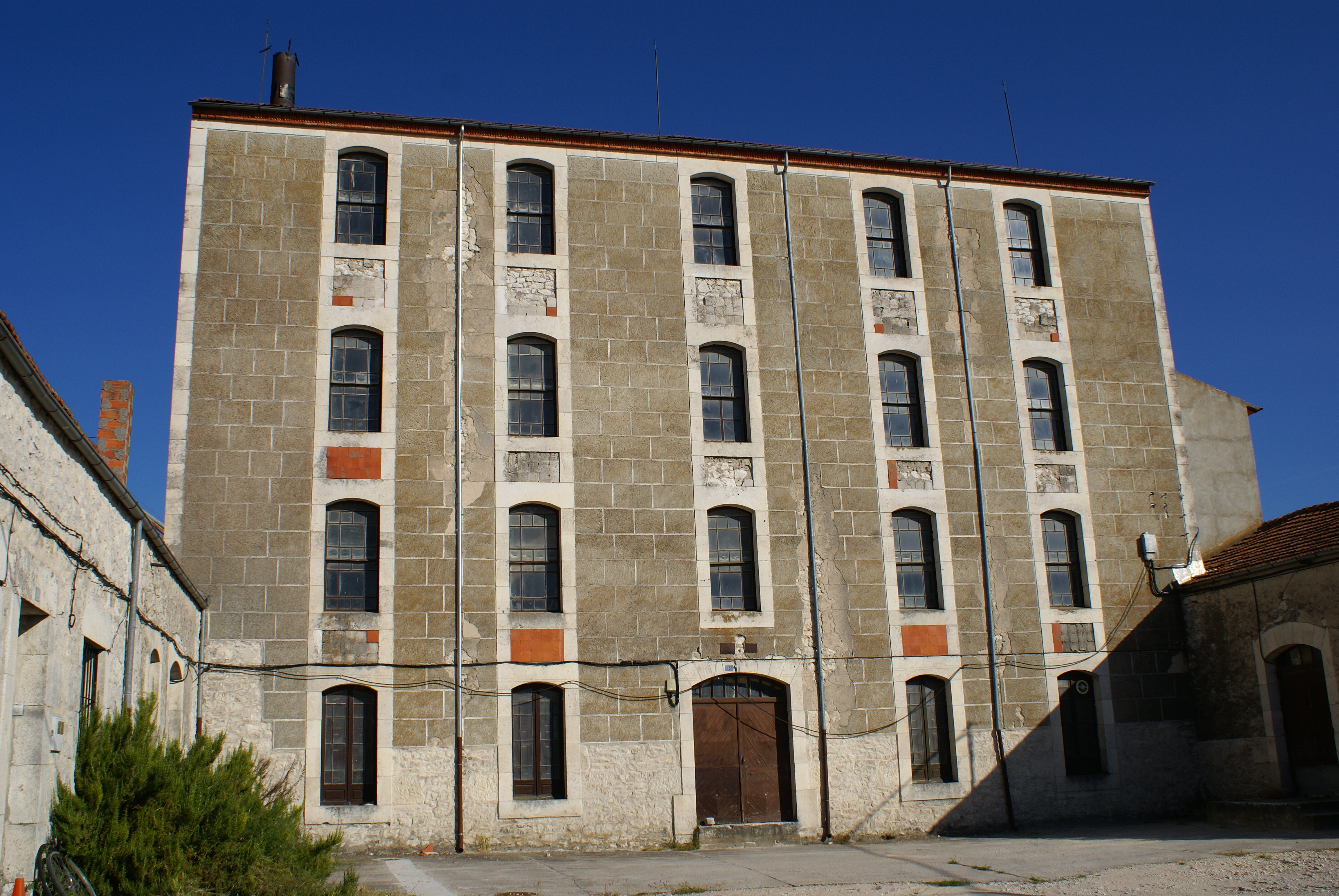
La vieja harinera, de la empresa Hernando y Cía, actualmente abandonada

Fue a partir del siglo XVIII, coincidiendo con el auge del curato de De las Monjas, cuando se produjo un cambio en los cultivos de la localidad, introduciéndose la rubia, en su variedad tinctorum, apreciada por su raíz, un magnífico colorante natural para la industria textil, al igual que por sus semillas, la grana de la rubia.
El paisaje de Campaspero, por aquel entonces se sembró de parcelas de color rojizo, que contrastaban con el verde y amarillo característicos del cereal.
La rubia se mantuvo como cultivo predominante hasta el siglo XX, cuando fue sustituida por nuevos cultivos, como la patata y la remolacha. Esta última ha sido el cultivo más importante de cuantos se han labrado en Campaspero a lo largo de todo el siglo XX. Provocó cientos de perforaciones en busca de agua para el regadío y lideró el ascenso de la localidad hasta los primeros puestos de producción remolachera de toda España.
Industrialmente, destacar la presencia que tuvo a lo largo del siglo XX las harineras, que molían trigo campasperano y de localidades próximas, posteriormente exportado por las compañías Hernando y Cía y Martín Moral a Valladolid. También existieron tres lagares en el pueblo, activos hasta los años 1960, y un telar.

### Sector primario

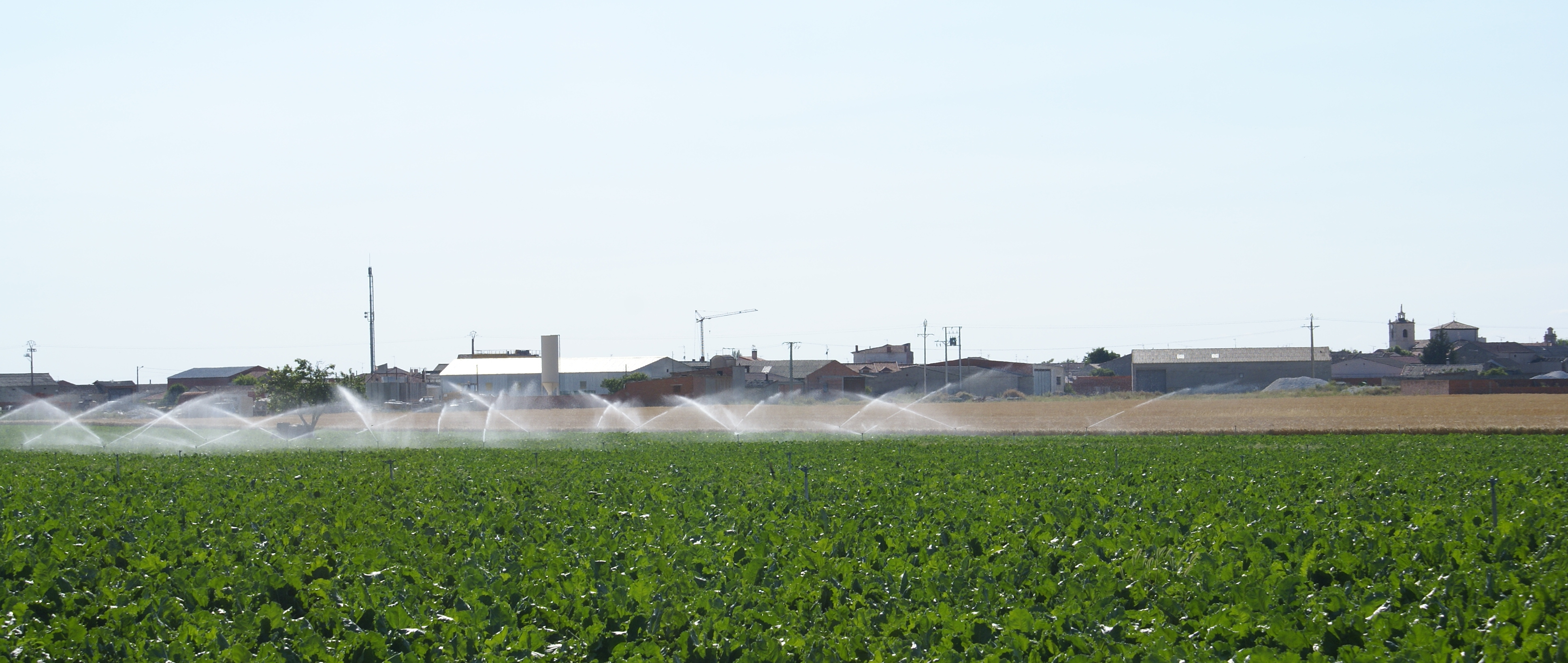
Regadíos

En el sector primario, la agricultura continúa siendo el medio de vida de la mayoría de los campasperanos. Los principales cultivos, a día de hoy, son los de cebada, trigo, remolacha y patata, estos dos últimos en regadío. Se encuentran también algunos viñedos.
La ganadería se limita a varios rebaños de ovejas y alguna explotación porcina, pero ha perdido en parte la importancia que tuvo en el pasado.

### Sector secundario
La construcción ocupa a un 16 % de la población activa de Campaspero, siendo una de las actividades más importantes del sector secundario junto a la cantería.

#### Cantería

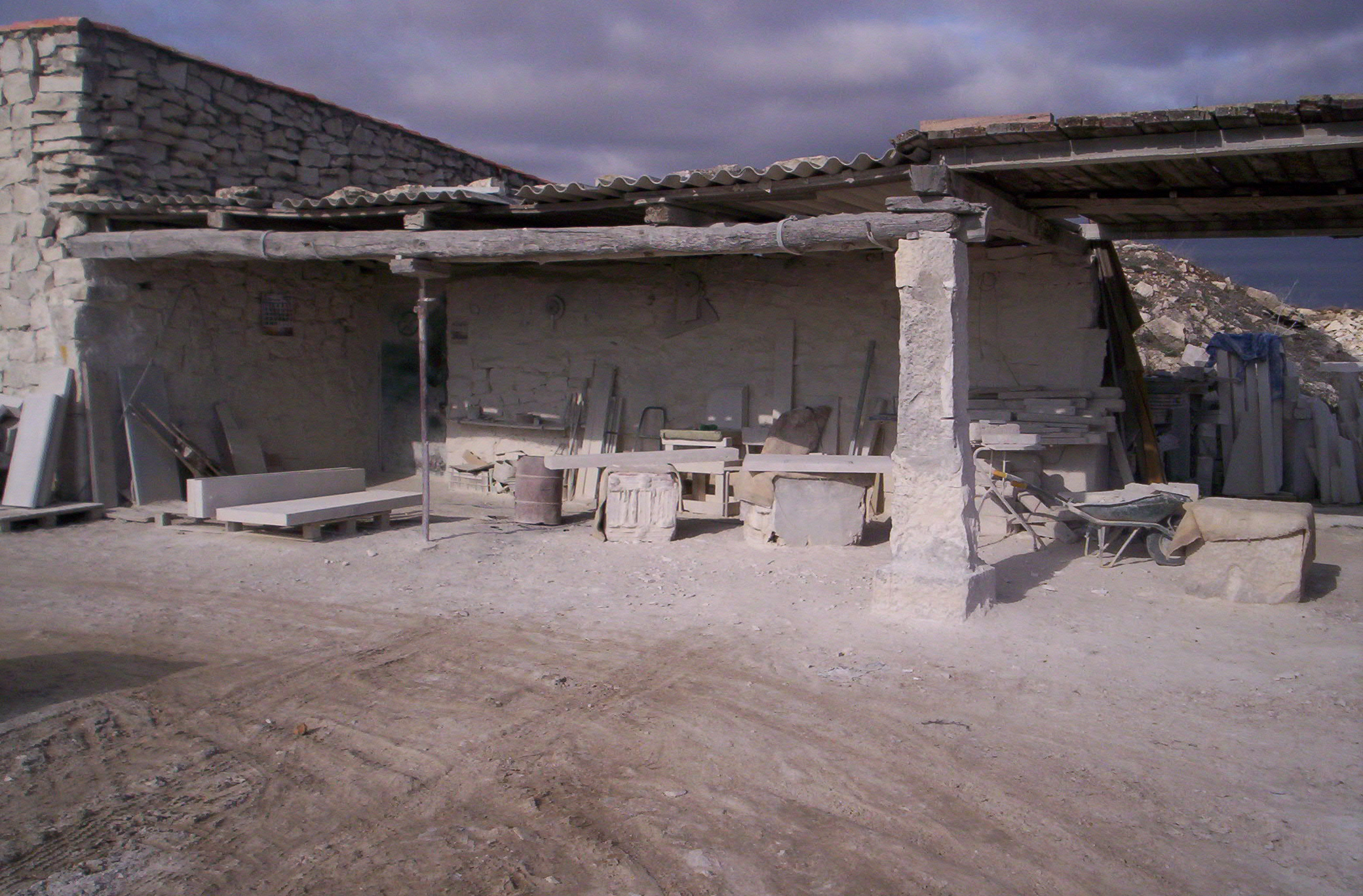
Taller de cantería tradicional

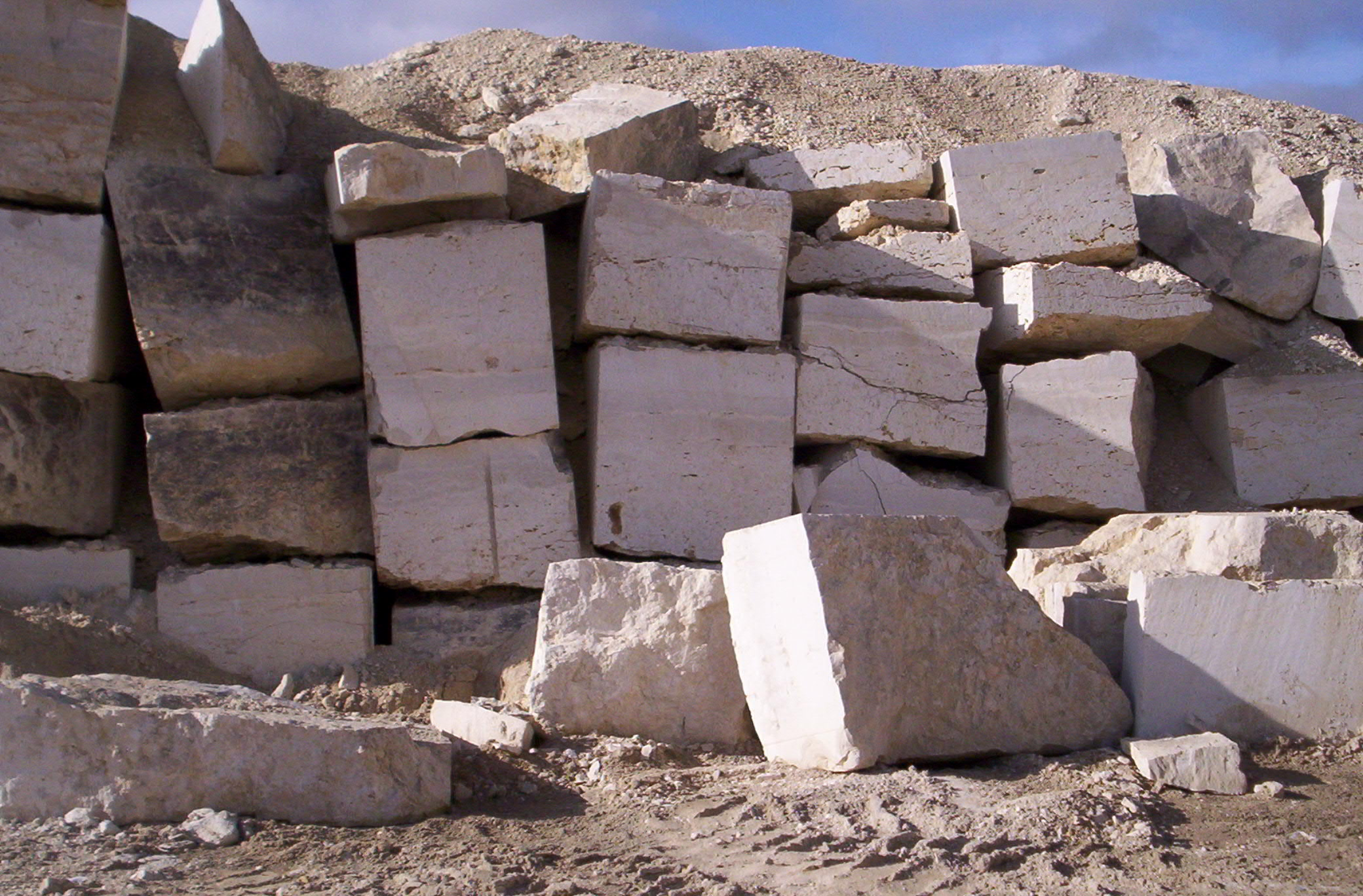
Bloques de caliza en las canteras

La cantería es la parte más representativa del sector secundario en Campaspero. Está presente en la localidad desde su fundación, y ha aportado fama internacional al pueblo por sus canteras de roca caliza. La caliza de Campaspero es una caliza dismicrítica, de origen sedimentario, con algunas coqueras pertenecientes al mioceno.
La piedra de Campaspero está presente en multitud de edificios de la zona, especialmente en las provincias de Valladolid, Segovia y Guadalajara.
Entre los edificios realizados con piedra de Campaspero, destacan: el castillo de Peñafiel, la catedral de Valladolid, San Pablo de Valladolid, la Fachada de la Universidad de Valladolid, la iglesia de San Felipe Neri de Valladolid y multitud de iglesias parroquiales, cruceros y otros edificios del ámbito ya mencionado. Las canteras campasperanas atrajeron ya desde hace bastantes siglos a canteros de otros lugares de la península, especialmente de Galicia y el País Vasco, apareciendo mencionados ya en los documentos relativos a la construcción de la nueva iglesia.
Actualmente, las tres empresas más importantes del sector cantero en Campaspero son Piedras Campaspero, Piedras de Castilla y Marmolera Vallisoletana, contando ambas con canteras propias. Esto convierte a Campaspero en el referente cantero de la provincia de Valladolid, ya que concentra nueve de las once canteras existentes en toda la provincia.
Con el comienzo del siglo XXI se planteó la idea de construir un museo para la roca caliza de Campaspero en la propia localidad, proyecto que se hizo realidad con la inauguración del Museo de la Piedra de Campaspero en 2014.

### Sector servicios
El sector servicios es, tras la agricultura, el que aglutina a un mayor número de campasperanos.
Al finalizar el 2007, existían un total de veinte comercios, destinados 16 de ellos al por menor y cuatro al por mayor.

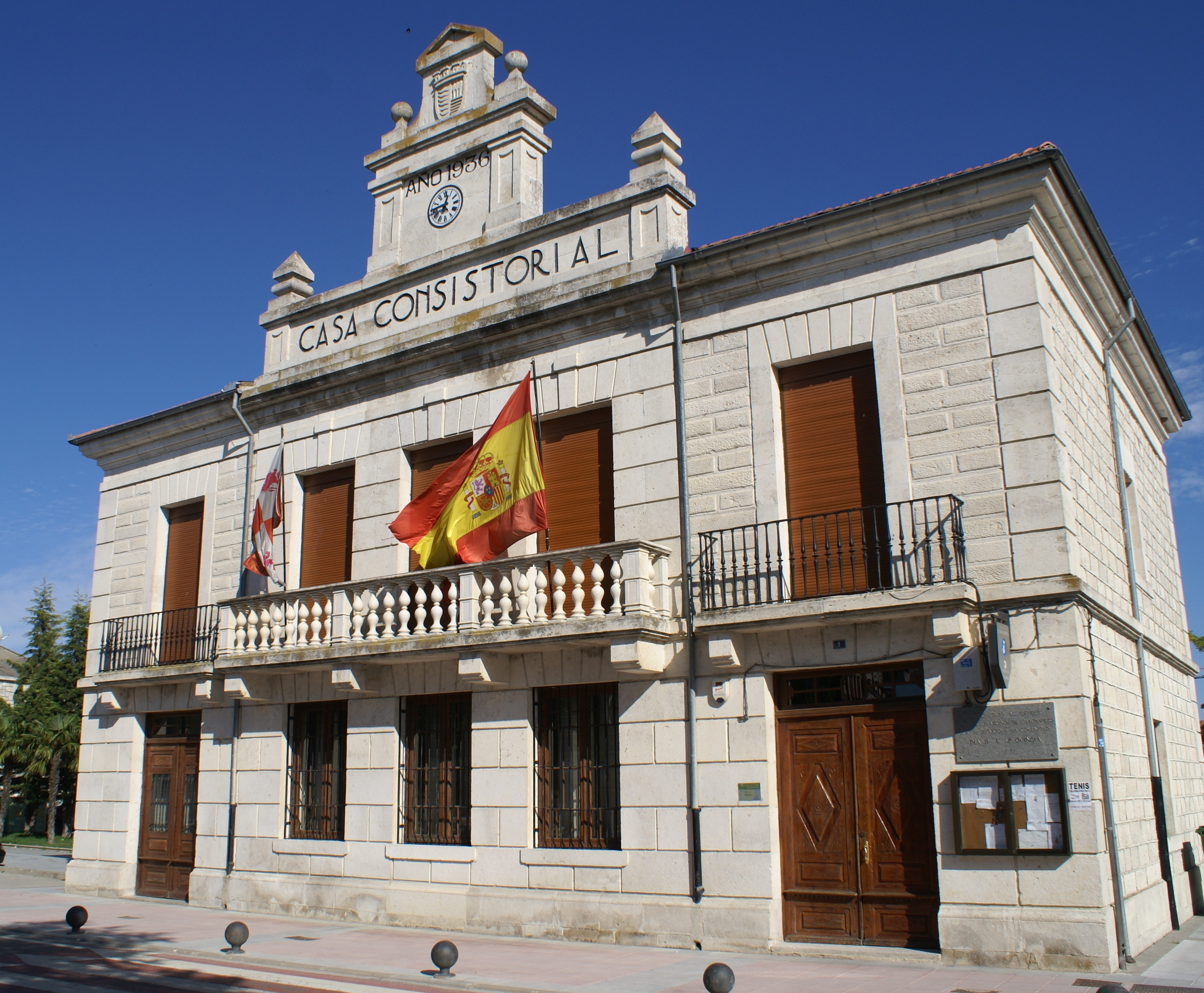
Ayuntamiento de Campaspero

Así, encontramos como equipamiento básico, dos sucursales bancarias, tres sucursales de cajas de ahorro, tres restaurantes, dos hostales, una casa rural, un total de catorce bares o cafés y una farmacia.
Los comercios mayoristas más importantes de la localidad son la fábrica de embutidos Hermanos Acebes y la fábrica de dulces, confitería y repostería F. Soria, siendo exportados los productos de ambas a toda España.

### Autónomos
Por último hay un total de 142 autónomos, 198 trabajadores por cuenta ajena y casi 50 parados.

## Administración y política
Campaspero está gobernado por el alcalde y los concejales, que componen la corporación municipal, que tiene a su cargo el municipio. El Ayuntamiento de Campaspero tiene su sede en la plaza Mayor, en el edificio de la casa consistorial. Los concejales son elegidos cada cuatro años, mediante sufragio universal, por los mayores de 18 años. El actual alcalde, desde 2011, es Julio César García Hernando, del Partido Popular (PP).
Por ley, y en función del número de habitantes que tiene la localidad, el número de concejales que componen el Ayuntamiento son nueve, que se eligen cada cuatro años.
| Periodo   | Nombre                         | Partido | Partido                                  |
| --------- | ------------------------------ | ------- | ---------------------------------------- |
| 1979-1983 | Juan Francisco Hernando Arranz |         | Unión de Centro Democrático (UCD)        |
| 1983-1987 | Antonio Díez García            |         | Partido Socialista Obrero Español (PSOE) |
| 1987-1991 | José García Hernando           |         | Alianza Popular (AP)                     |
| 1991-2007 | José García Hernando           |         | Partido Popular (PP)                     |
| 2007-act. | Julio César García Hernando    |         | Partido Popular (PP)                     |

| Partido político                                                    | 1979  | 1979       | 1983  | 1983       | 1987  | 1987       | 1991  | 1991       | 1995  | 1995       | 1999  | 1999       | 2003  | 2003       | 2007  | 2007       | 2011  | 2011       | 2015  | 2015       | 2019  | 2019       | 2023  | 2023       |
| Partido político                                                    | %     | Concejales | %     | Concejales | %     | Concejales | %     | Concejales | %     | Concejales | %     | Concejales | %     | Concejales | %     | Concejales | %     | Concejales | %     | Concejales | %     | Concejales | %     | Concejales |
| Partido Popular (PP)-Alianza Popular (AP)                           | —     | —          | 45,13 | 4          | 44,84 | 4          | 74,02 | 7          | 60,07 | 6          | 60,24 | 6          | 59,08 | 6          | 56,21 | 5          | 62,76 | 6          | 50,26 | 5          | 55,80 | 5          | 65,56 | 6          |
| Partido Socialista Obrero Español (PSOE)                            | —     | —          | 54,87 | 5          | 38,13 | 4          | 22,66 | 2          | 3,96  | 0          | 23,43 | 2          | 38,83 | 3          | 32,66 | 3          | 35,37 | 3          | 44,58 | 4          | 43,14 | 4          | 32,94 | 3          |
| Centro Democrático y Social (CDS)-Unión de Centro Democrático (UCD) | 58,70 | 7          | —     | —          | 14,95 | 1          | —     | —          | —     | —          | —     | —          | —     | —          | —     | —          | —     | —          | —     | —          | —     | —          | —     | —          |
| Partido Ruralista Español (PRE)                                     | 41,30 | 4          | —     | —          | —     | —          | —     | —          | —     | —          | —     | —          | —     | —          | —     | —          | —     | —          | —     | —          | —     | —          | —     | —          |
| Izquierda Unida (IU)                                                | —     | —          | —     | —          | —     | —          | —     | —          | 19,17 | 2          | 12,99 | 1          | —     | —          | 9,74  | 1          | —     | —          | —     | —          | —     | —          | —     | —          |
| Alianza Independiente (AI)-Candidatura Independiente (CI)           | —     | —          | —     | —          | —     | —          | —     | —          | 15,48 | 1          | —     | —          | —     | —          | —     | —          | —     | —          | —     | —          | —     | —          | —     | —          |

## Servicios

Accesos a Campaspero por carretera

### Transporte y comunicaciones

#### Carreteras
La principal carretera del municipio es la VA-223, que atraviesa la localidad, y que une Cuéllar con Peñafiel. Se trata de una carretera autonómica de la Junta de Castilla y León. La segunda carretera en orden de importancia es la VP-2303, que conecta Campaspero con Traspinedo, enlazando con la N-122, por lo que es la vía más rápida hasta Valladolid.
| Identificador | Procedencia                                                            |
| ------------- | ---------------------------------------------------------------------- |
| VP-2303       | Desde Valladolid, Cogeces del Monte y Bahabón                          |
| VA-223        | Desde Cuéllar, Segovia, Fompedraza y Peñafiel (atraviesa la localidad) |
| VP-2001       | Desde Moraleja de Cuéllar                                              |
| VP-2002       | Desde Olombrada                                                        |

#### Autobuses
Campaspero es punto de partida y de llegada de una línea de autobús que conecta la localidad con Valladolid, pasando por Cogeces del Monte, Santibáñez de Valcorba, Traspinedo y Tudela de Duero. Realiza varios trayectos a lo largo del día, a cargo de la empresa AutoHerguerdas-Linecar.

### Sanidad

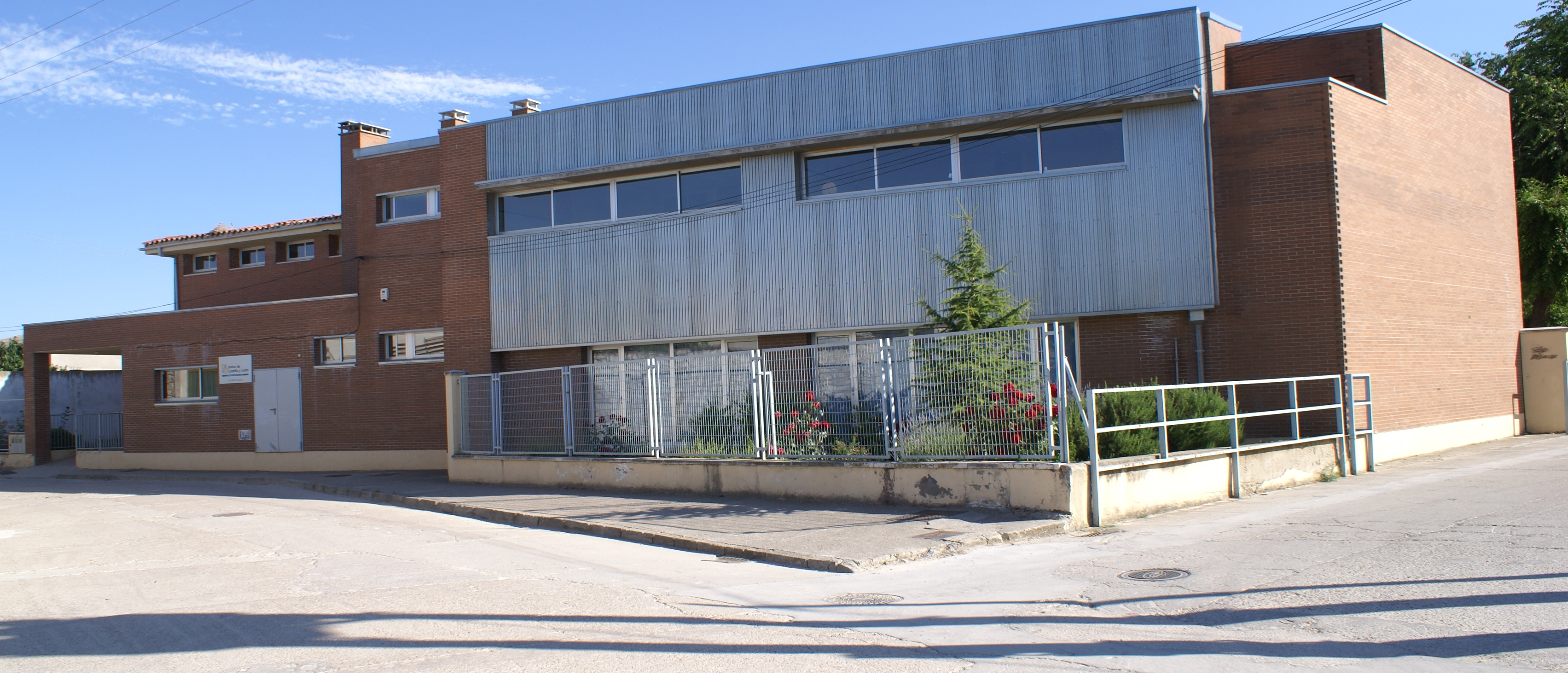
Colegio Jorge Guillén

Campaspero dispone en cuanto a equipamientos sanitarios se refiere de un centro de atención primaria, que dispone de dos médicos de cabecera, enfermería y tanatorio. Para consultas médicas urgentes, corresponde acudir al centro de salud de Peñafiel, y en casos graves, al centro médico de Valladolid II-Este.

### Educación
En cuanto a educación, dispone de un centro de educación primaria, el colegio público Jorge Guillén, con cuatro aulas, cuarenta y cinco alumnos y 8 profesores, al finalizar 2007.
Para estudios de Educación Secundaria y Bachillerato, los alumnos de Campaspero acuden a los institutos de Cuéllar.

## Cultura

### Festividades
La primera fiesta por orden cronológico es la Fiesta de las Águedas, todos los 5 de febrero. A continuación llegan las de los Quintos, en la época del Carnaval, donde los mozos recorren las calles al son de la dulzaina pidiendo propinas a los vecinos.
En mayo, en Pentecostés, se celebra la festividad de la Virgen del Amor Hermoso, recorriendo la virgen las calles del pueblo en procesión.
Las fiestas patronales, las más importantes, se celebran en agosto, el día ocho, con la festividad de Santo Domingo de Guzmán. Se organiza un refresco en la plaza Mayor el día del patrón y se organizan encierros de toros, rejones, capeas y, desde hace unos años, un concurso de cortes.

### Teatro
Desde finales del siglo XIX y con renovada actividad en los tiempos de la Segunda República, ha habido en Campaspero actividades teatrales. Las funciones se representan en el salón de actos de la casa consistorial y el teatro municipal Oroncio Javier García Campo y en la actualidad corren a cargo de Asociación Cultural Amigos de Campaspero.

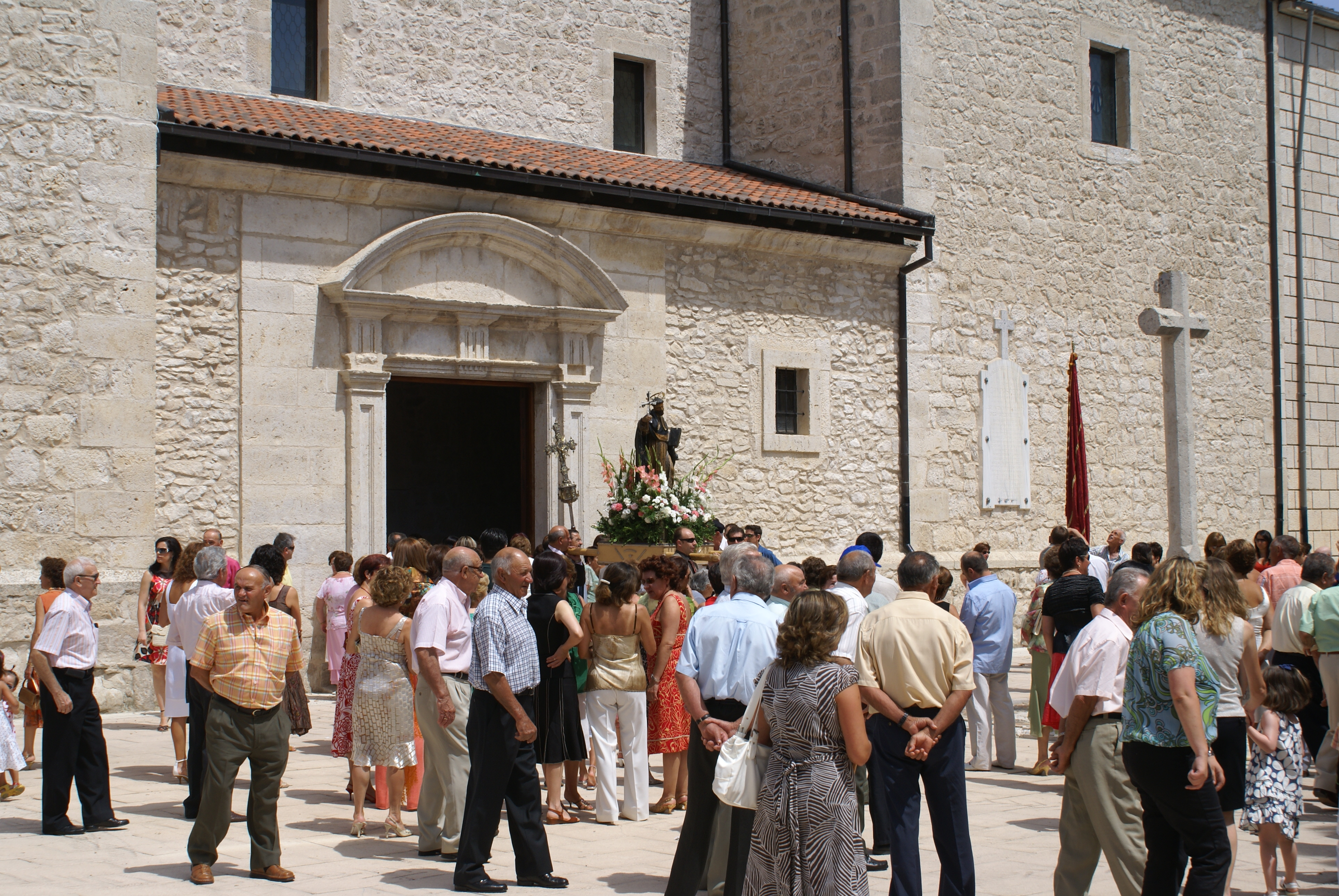
Salida de la procesión de Santo Domingo de Guzmán de la iglesia, el 8 de agosto de 2008

### Lengua
Se ha reconocido siempre a las gentes de Campaspero entre las localidades limítrofes por su originalidad idiomática y el uso de vocablos propios dentro de la variedad septentrional del castellano. La Universidad de León recoge a Campaspero en su Diccionario de Variantes del castellano central.
El modo de hablar de Campaspero podría calificarse como rotundo, con una entonación característica y unas expresiones terminantes y acentuadas. Las frases, son en general, escuetas y concluyentes.
Destacan los usos de los imperativos, con formas verbales como vení o corrí, en lugar de venid y corred. En el pretérito imperfecto de indicativo, se usa en algunos la B en los verbos de la 2.ª y 3.ª conjugación, como por ejemplo decibas, traibas en lugar de decías y traías.
A esto hay que añadir un gran número de expresiones, como quisió, apócope de ¡Qué sé yo!; y palabras propias de la localidad, como agrego, chatarón o modorro, lugar resguardado del frío, piedra rodada de gran tamaño y tonto, bobo respectivamente, que aunque actualmente están en retroceso entre los jóvenes, todavía pueden escucharse entre los más mayores del pueblo.

### Gastronomía
La gastronomía de Campaspero es la típica castellana, destacando entre todos los productos el lechazo asado al horno de leña, condimentado solamente con agua y sal, siendo Campaspero uno de los centros de su degustación. Este lechazo, suele acompañarse de un vino de Denominación de Origen Ribera del Duero y de pan castellano artesano de la localidad. 
Para finalizar, se pueden degustar algunos de los dulces fabricados en el pueblo, como hojaldres, pastas de té, lenguas de gato, o bien las especialidades navideñas, como los mazapanes y los amarguillos, elaborados de forma artesanal por la empresa Dulces F. Soria, perteneciente a la Asociación de Confiteros de Valladolid.

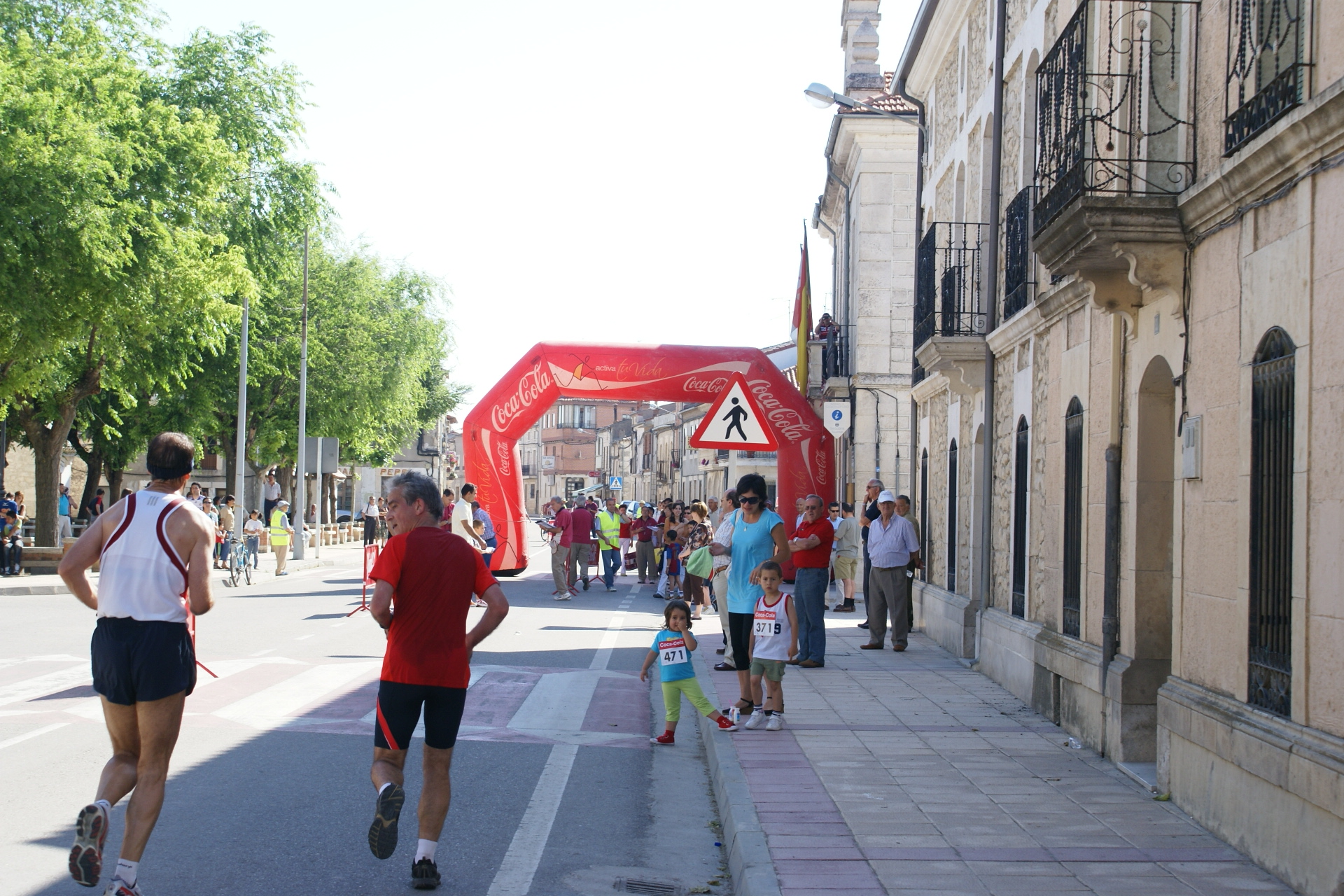
Media Maratón Santo Domingo de 2008

### Deporte

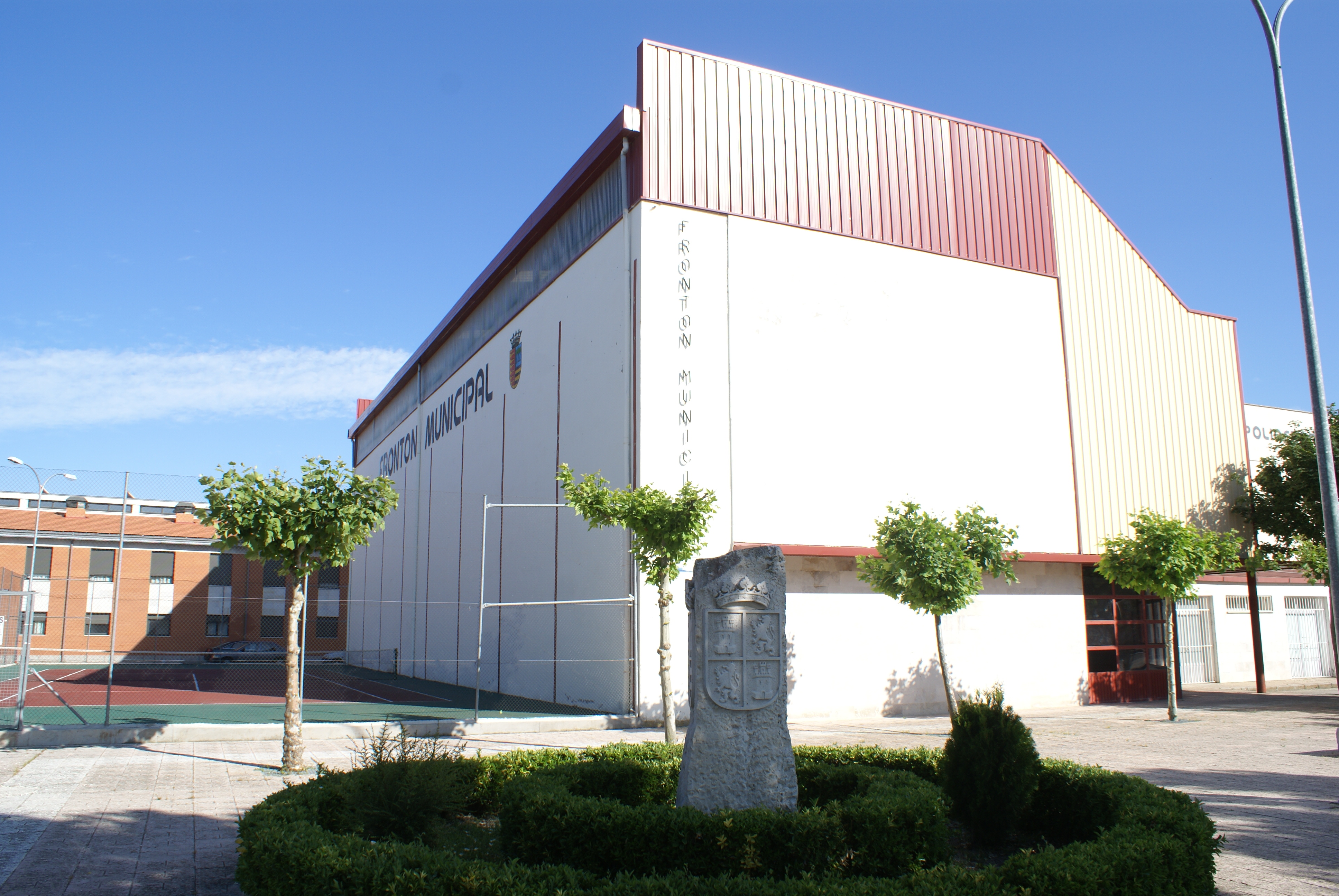
Frontón municipal

Campaspero cuenta con un club de fútbol sala, que cuenta con un campeonato a nivel provincial en categoría masculina. En agosto, con motivo de las fiestas patronales, se organiza un torneo de fútbol sala entre equipos de la localidad y alrededores. Igualmente, con motivo de las fiestas, se realiza un campeonato de pelota a mano entre varias parejas en el frontón municipal.
En los últimos años, han sido varias las etapas de la Vuelta Ciclista a Valladolid que, o bien han atravesado la localidad, o han tenido como punto de llegada el municipio.
El gran acontecimiento deportivo de la localidad es la Media Maratón Santo Domingo, que se celebra desde 1981 a mediados de junio. Es organizado por el Ayuntamiento de Campaspero, en colaboración con la Junta de Castilla y León, la Diputación Provincial de Valladolid, Caja España y la Asociación Cultural de Amigos de Campaspero. Además de la prueba estándar, existen otras para las diferentes categorías de la Asociación Internacional de Federaciones de Atletismo, junto a otras dos para niños de seis y siete años y para menores de seis.
Instalaciones deportivas
El municipio cuenta con un polideportivo y un frontón, construidos a finales de los años 1980 y que fueron inaugurados por José María Aznar, por aquel entonces presidente de la Junta de Castilla y León, el 28 de abril de 1991. Asimismo encontramos dos canchas de tenis, un campo de fútbol, actualmente en desuso, y una pista de patinaje.
Por último, la piscina municipal, cuyo tamaño es de la mitad de una piscina olímpica y que cuenta además con otra para niños.